# Hypoxis villosa
Hypoxis villosa är en enhjärtbladig växtart som beskrevs av Carl von Linné d.y.. Hypoxis villosa ingår i släktet Hypoxis och familjen Hypoxidaceae. Inga underarter finns listade i Catalogue of Life.